# Belonogaster
Belonogaster eller ignavstekel, är ett släkte av getingar. Belonogaster ingår i familjen getingar.

## Bildgalleri

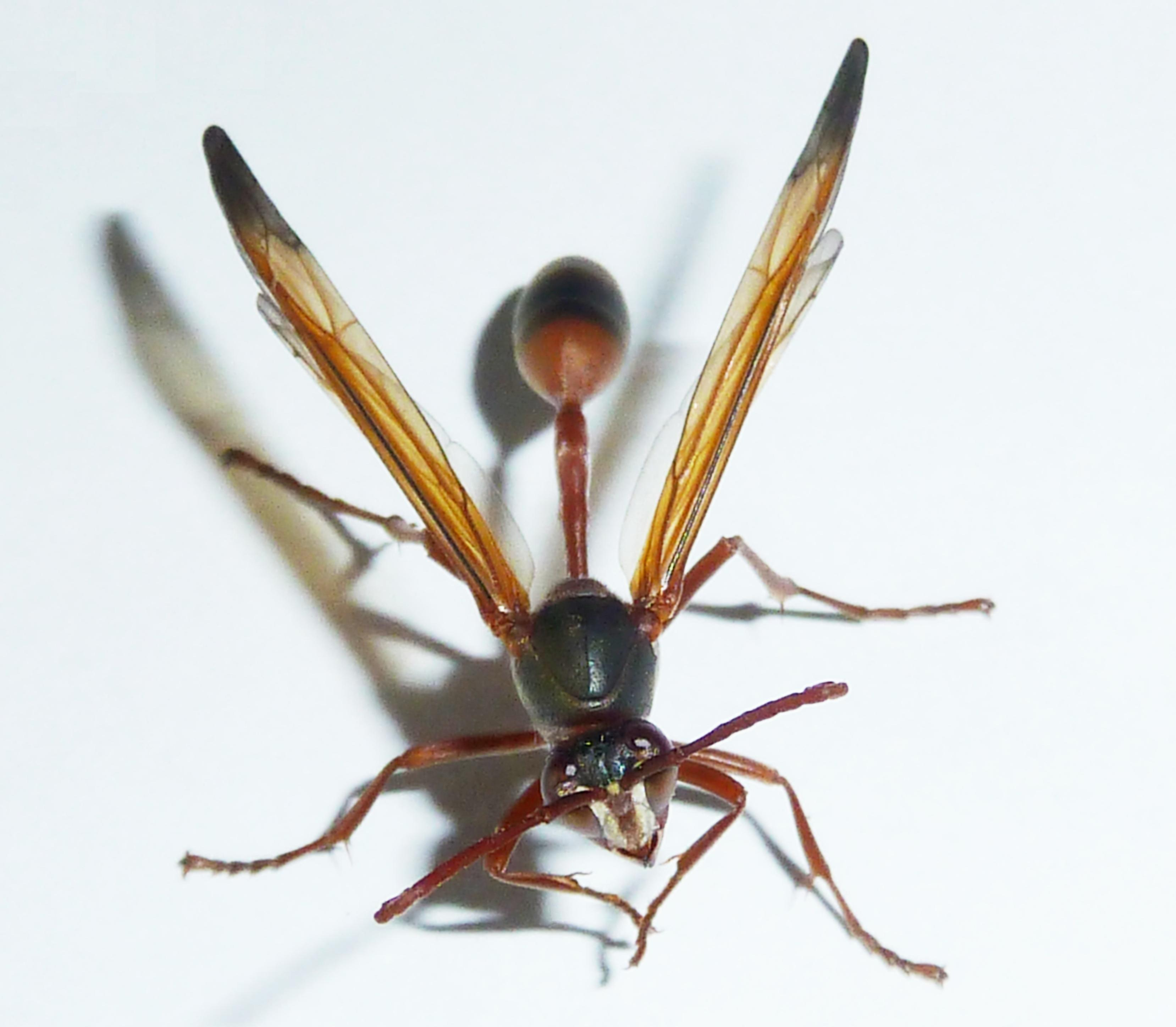
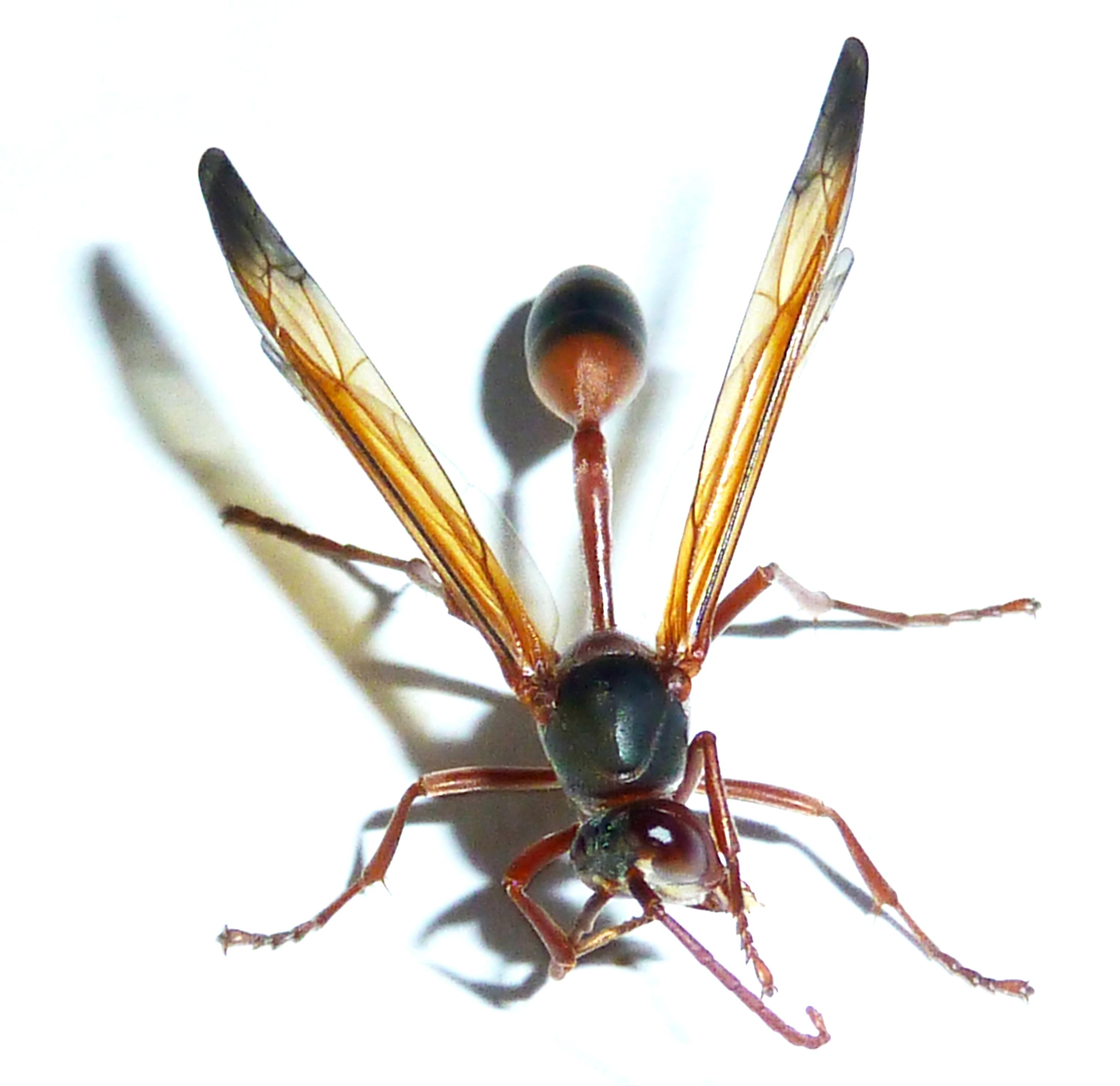
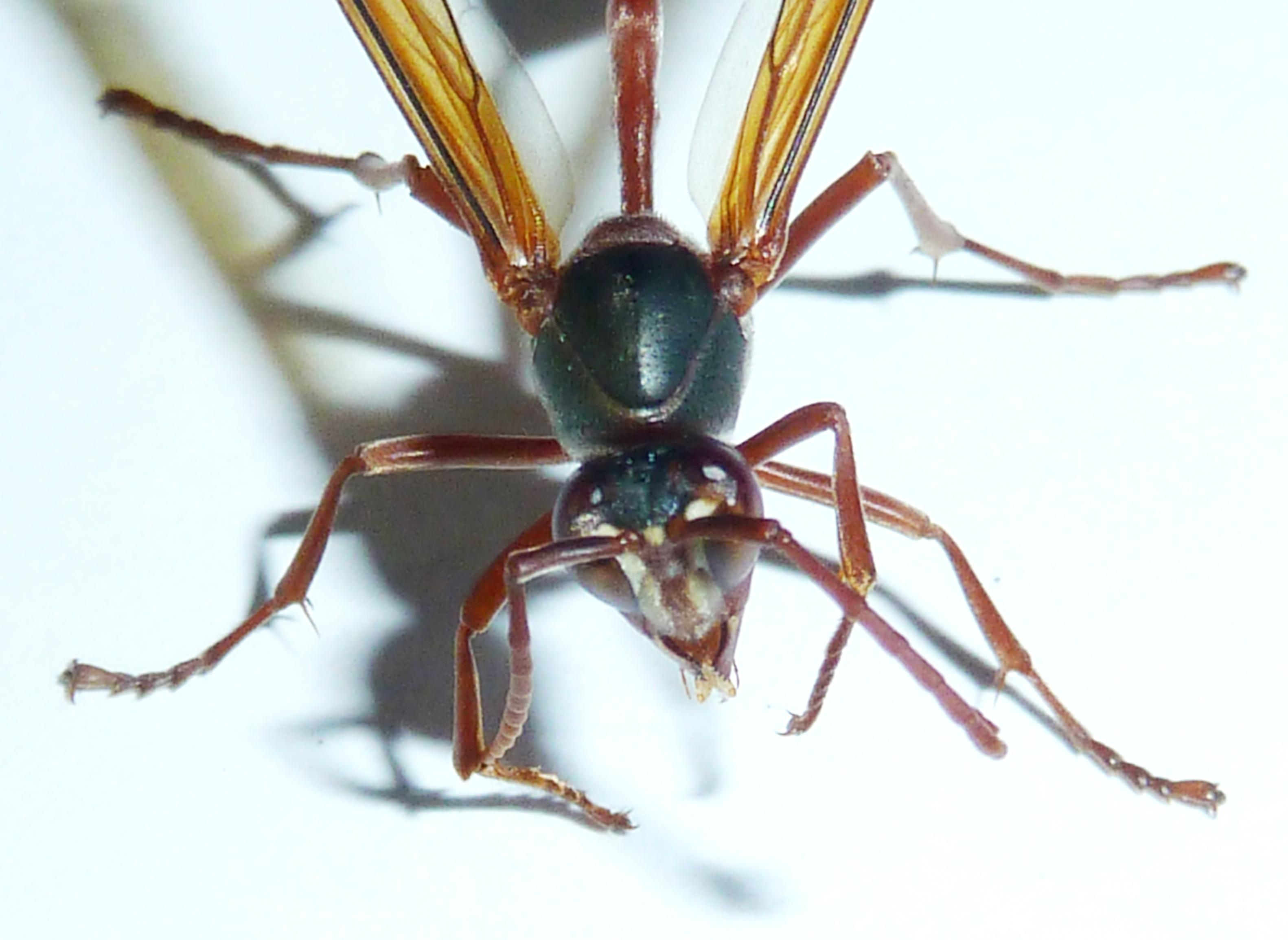
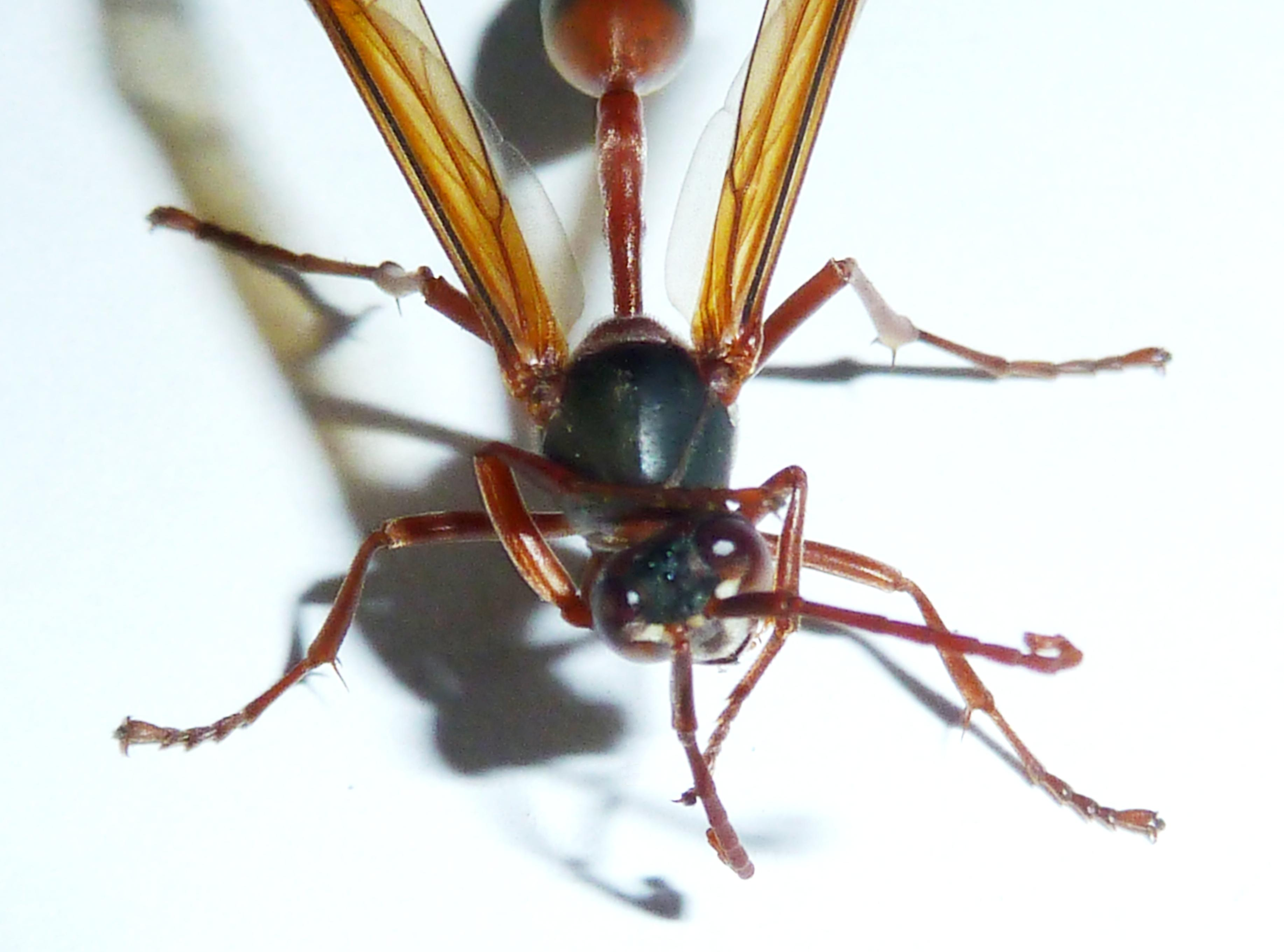
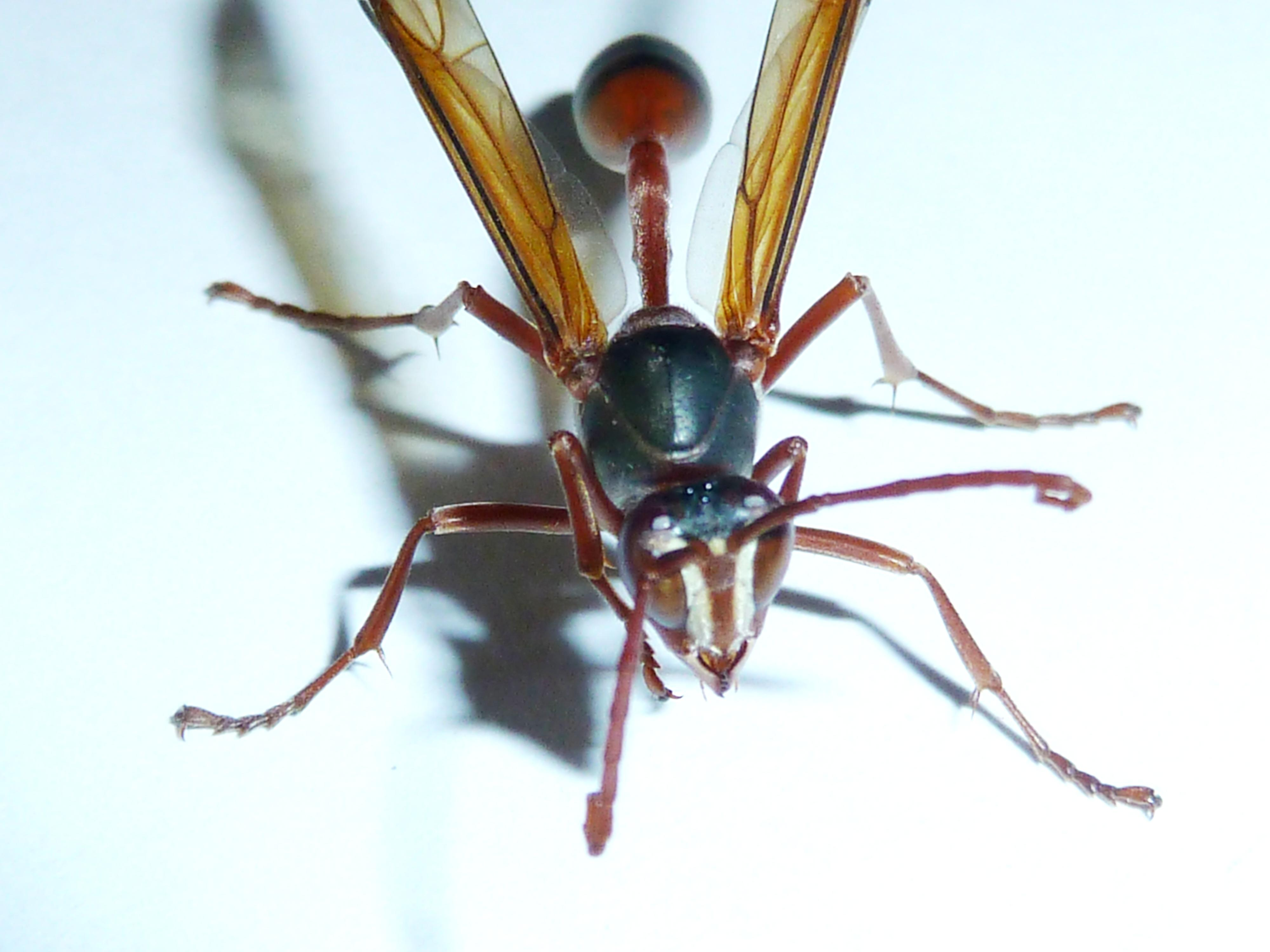
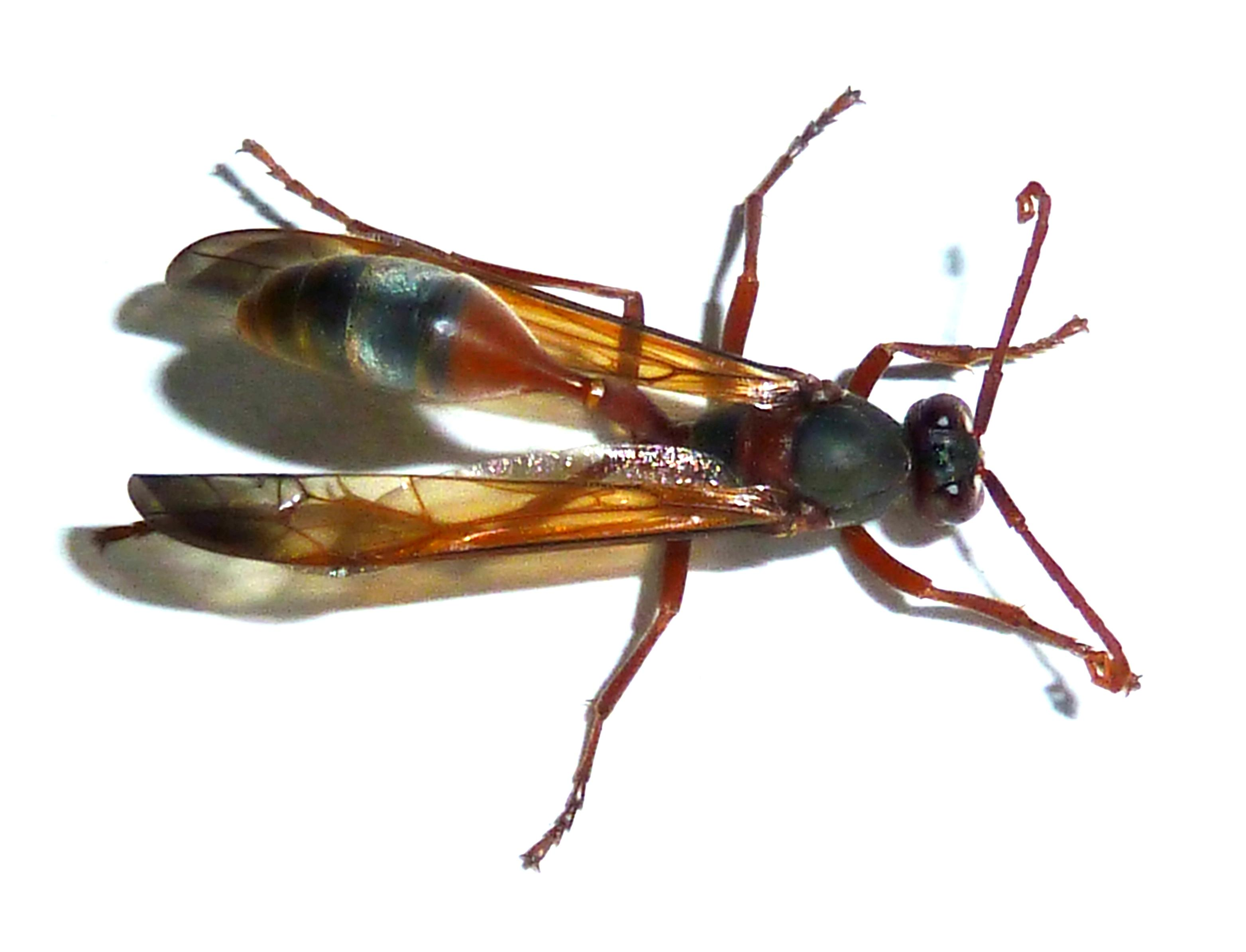

## Dottertaxa tillBelonogaster, i alfabetisk ordning[1]
- Belonogaster abyssinica
- Belonogaster abyssinicus
- Belonogaster acaulis
- Belonogaster adenensis
- Belonogaster ambico
- Belonogaster apicalis
- Belonogaster arabica
- Belonogaster atrata
- Belonogaster aurata
- Belonogaster barbata
- Belonogaster betsileo
- Belonogaster bicolor
- Belonogaster bidentata
- Belonogaster bimaculata
- Belonogaster brachystoma
- Belonogaster brevipetiolata
- Belonogaster brevitarsa
- Belonogaster brunnea
- Belonogaster brunnescens
- Belonogaster clypeata
- Belonogaster dayi
- Belonogaster discifera
- Belonogaster dubia
- Belonogaster erythrocephala
- Belonogaster eumenoides
- Belonogaster facialis
- Belonogaster fanemitra
- Belonogaster ferruginea
- Belonogaster filiformis
- Belonogaster filiventris
- Belonogaster flava
- Belonogaster freyi
- Belonogaster fuscipennis
- Belonogaster grisea
- Belonogaster griseus
- Belonogaster guérini
- Belonogaster guichardi
- Belonogaster hildebrandti
- Belonogaster hirsuta
- Belonogaster indica
- Belonogaster jordani
- Belonogaster juncea
- Belonogaster kelnerpillautae
- Belonogaster kohli
- Belonogaster lateritia
- Belonogaster lateritius
- Belonogaster leonhardii
- Belonogaster leonina
- Belonogaster levior
- Belonogaster libera
- Belonogaster longistylus
- Belonogaster longitarsa
- Belonogaster macilenta
- Belonogaster maculata
- Belonogaster madecassa
- Belonogaster mandraka
- Belonogaster maromandia
- Belonogaster menelikii
- Belonogaster multipunctata
- Belonogaster neavei
- Belonogaster nigricans
- Belonogaster nitida
- Belonogaster ornata
- Belonogaster pennata
- Belonogaster petiolata
- Belonogaster pileata
- Belonogaster prasina
- Belonogaster principalis
- Belonogaster punctata
- Belonogaster punctilla
- Belonogaster pusilloides
- Belonogaster rothkirchi
- Belonogaster saeva
- Belonogaster saussurei
- Belonogaster schulthessi
- Belonogaster scutifera
- Belonogaster somereni
- Belonogaster tanosy
- Belonogaster tarsata
- Belonogaster tessmanni
- Belonogaster tipuliformis
- Belonogaster trandraka
- Belonogaster turbulenta
- Belonogaster turgida
- Belonogaster ugandae
- Belonogaster vadoni
- Belonogaster vasseae